# Gilbert-Antoine Duchêne
Gilbert-Antoine Duchêne (* 29. Juli 1919 in Moussey, Frankreich; † 29. November 2009 ebenda) war ein französischer Geistlicher und Bischof von Saint-Claude. 

## Leben
Gilbert-Antoine Duchêne studierte am  St. Augustine Kolleg in Bitche und am Priesterseminar in Metz. Der Zweite Weltkrieg unterbrach seine Ausbildung. Nach Einsatz als Soldat von 1940 bis 1942 studierte er an den Priesterseminaren in Belley und Moulins. Am 14. Juli 1946 empfing er die Priesterweihe und setzte seine Ausbildung am Institut Catholique de Paris  fort und wurde an der Päpstlichen Universität Gregoriana in Rom zum Dr. iur. can. promoviert. 
1949 wurde er Pfarrer von St. Martin in Metz. Von 1952 bis 1962 war er Professor für Moraltheologie und Kirchenrecht am Priesterseminar Grand Séminaire de Metz, dessen Superior er zudem war. Im Jahr 1970 wurde er Generalvikar in Metz und Verantwortlicher der Katholischen Aktion. 
Papst Paul VI. ernannte ihn 1971 zum Titularbischof von Tela und bestellte ihn zum Weihbischof in Metz. Die Bischofsweihe am spendete ihm am 11. Dezember 1971 der Bischof von Metz, Paul Joseph Schmitt; Mitkonsekratoren waren Pierre-Francis-Lucien-Anatole Boillon, Bischof von Verdun, und Jean Vilnet, Bischof von Saint-Dié. 
Am 10. Juni 1975 erfolgte durch Papst Paul VI. die Ernennung zum Bischof des Bistums Saint-Claude mit Sitz in Lons-le-Saunier. Im Jahre 1976 wurde Duchêne Präsident der bischöflichen Kommission für Familie und 1984 Mitglied der Kommission für die ländlichen Regionen. 1985 wurde er mit der Medaille Patriote réfractaire à l’Annexion de Fait geehrt.
Am 1. Dezember 1994 nahm Papst Johannes Paul II. seinen altersbedingten Rücktritt an. Er wurde in seinem Heimatdorf Moussey bestattet.